# العلاقات اليابانية الزامبية
العلاقات اليابانية الزامبية هي العلاقات الثنائية التي تجمع بين اليابان وزامبيا.

## مقارنة بين البلدين
هذه مقارنة عامة ومرجعية للدولتين:
| وجه المقارنة                                              | اليابان         | زامبيا                         |
| --------------------------------------------------------- | --------------- | ------------------------------ |
| المساحة (كم2)                                             | 377.97 ألف      | 752.62 ألف                     |
| عدد السكان (نسمة)                                         | 126.79 مليون    | 17.09 مليون                    |
| الكثافة السكانية (ن./كم²)                                 | 335.45          | 22.71                          |
| العاصمة                                                   | طوكيو           | لوساكا                         |
| اللغة الرسمية                                             | اللغة اليابانية | لغة إنجليزية                   |
| العملة                                                    | ين ياباني       | كواشا زامبي، كواشا زامبي قديم ‏ |
| الناتج المحلي الإجمالي (بليون دولار)                      | 4.87 تريليون    | 25.81 مليار                    |
| الناتج المحلي الإجمالي (تعادل القوة الشرائية) بليون دولار | 5.18 تريليون    | 62.18 مليار                    |
| الناتج المحلي الإجمالي الاسمي للفرد دولار أمريكي          | 34.52 ألف       | 1.30 ألف                       |
| الناتج المحلي الإجمالي للفرد دولار أمريكي                 | 36.62 ألف       | 3.90 ألف                       |
| مؤشر التنمية البشرية                                      | 0.903           | 0.586                          |
| رمز المكالمات الدولي                                      | +81             | +260                           |
| رمز الإنترنت                                              | .jp             | .zm                            |
| المنطقة الزمنية                                           | توقيت اليابان   | ت ع م+02:00                    |

## مدن متوأمة
في ما يلي قائمة باتفاقيات التوأمة بين مدن يابانية وزامبية:
- ترتبط أوكازاكي مع زامبيا باتفاقية توأمة.

## منظمات دولية مشتركة
يشترك البلدان في عضوية مجموعة من المنظمات الدولية، منها:
| علم المنظمة | اسم المنظمة                               | تاريخ انضمام اليابان | تاريخ انضمام زامبيا |
| ----------- | ----------------------------------------- | -------------------- | ------------------- |
|             | يونسكو                                    | 2 يوليو 1951         | 9 نوفمبر 1964       |
|             | مؤسسة التمويل الدولية                     | 20 يوليو 1956        | 23 سبتمبر 1965      |
|             | المركز الدولي لتسوية المنازعات الاستشارية | 16 سبتمبر 1967       | 17 يوليو 1970       |
|             | منظمة حظر الأسلحة الكيميائية              | ?                    | ?                   |
|             | مؤسسة التنمية الدولية                     | 27 ديسمبر 1960       | 23 سبتمبر 1965      |
|             | منظمة التجارة العالمية                    | ?                    | ?                   |
|             | وكالة ضمان الاستثمار متعدد الأطراف        | 12 أبريل 1988        | 6 يونيو 1988        |
|             | الاتحاد البريدي العالمي                   | ?                    | ?                   |
|             | الاتحاد الدولي للاتصالات                  | 29 يناير 1879        | 23 أغسطس 1965       |
|             | منظمة الشرطة الجنائية الدولية             | ?                    | ?                   |
|             | الأمم المتحدة                             | 18 ديسمبر 1956       | 1 ديسمبر 1964       |
|             | البنك الدولي للإنشاء والتعمير             | 13 أغسطس 1952        | 23 سبتمبر 1965      |
|             | البنك الإفريقي للتنمية                    | ?                    | ?                   |

## وصلات خارجية
- موقع وزارة الخارجية اليابانية